# 難波祐樹
難波 祐樹（なんば ゆうき、1983年7月10日 - ）は、京都府亀岡市出身の日本の陸上競技元選手（中距離走・長距離走）、現指導者。順天堂大学卒業。元JALグランドサービス所属。大分東明高等学校女子駅伝部コーチを経て、現在は京都府立洛北高等学校陸上部監督を担当。

## 経歴
亀岡小学校、亀岡中学校時代はサッカーをして過ごした。1999年の第4回全国都道府県対抗男子駅伝競走大会に京都府代表選手として出場、6区3kmを8:51のタイムで走破し区間賞を獲得した。
中学卒業後は駅伝の名門、洛南高等学校へ入学し陸上部に所属。2000年の第63回中国山口駅伝には洛南高校の代表選手として出場し、6区15.9kmを50:21のタイムで走破し区間賞を獲得している。
高校卒業後、順天堂大学に入学。その後は、第71回から74回の日本学生陸上競技対校選手権大会にハーフマラソンと3000mSCの種目に4年連続出場した。箱根駅伝には第79回大会から第82回大会まで4年連続出場を果たした。1年時は5区を担当し箱根の山登りに挑んだが、区間14位に終わった。2年時は再び5区を担当。区間12位に留まったが順位を1つ上げる活躍を見せた。3年時には主将として第81回大会の8区を担当したが、後半失速し1時間07分07秒の区間10位となり順天堂大学は5位に終わった。
翌年の大学4年時には駅伝主将を務め再び8区を担当、この年順天堂大学は5区で後に山の神と呼ばれる今井正人が5人抜きでトップに立ち、難波は2位中央大学に2分53秒のタイム差でタスキを受け取ったが、10km過ぎあたりから脱水症状を起こし大失速、中継所手前で3人に抜かれて4位まで順位を落とし長門俊介（現順天堂大学監督）に襷をつないだが、区間記録は1時間10分33秒の最下位であった。難波の箱根駅伝史に残る大ブレーキで、順天堂大学は優勝争いから脱落し4位に終わった。難波の卒業した翌年、順天堂大学は箱根駅伝で総合優勝を果たすが、TV中継新春スポーツスペシャル箱根駅伝では東京・大手町のゴール地点の後輩たちの下に駆けつけて涙を流す難波の姿が映し出されていた。なお難波は11月の終わりに故障して本番2週間前にようやく走れるようになっていたことを語っている。
大学卒業後、実業団のJALグランドサービス陸上競技部に所属したが2010年4月、JALグランドサービス陸上競技部の廃部に伴い、大分東明高等学校の駅伝部のコーチに就任した。当時の同高校監督は、後に拓殖大学で監督に就任する井上浩であり生徒には大塚祥平がいた。その後、京都府の教員採用試験に合格し、2015年4月、京都府立南丹高等学校の陸上部監督に就任、5年目の2019年には教え子は近畿大会まで進んだ。2020年に京都府立洛北高等学校に赴任した。2023年には、京都府の高校陸上界の盟主である洛南高校相手に府大会で善戦、近畿高校駅伝でも3位に入った。

## 関連人物
- 松岡佑起
- 佐藤秀和
- 小野裕幸